# Liste der Ausstellungen im Museum für Kommunikation Bern

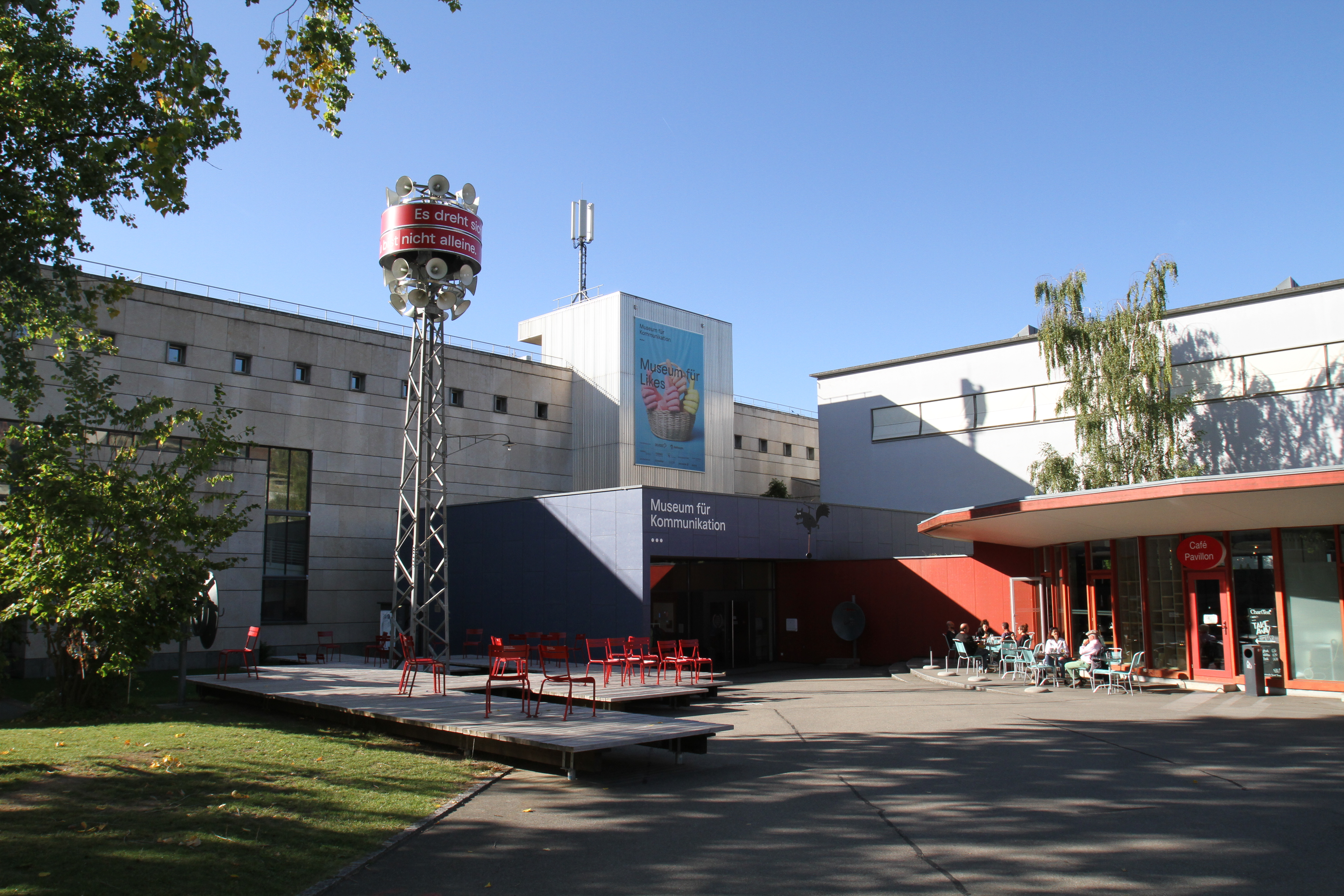
Museum für Kommunikation Bern

Liste der Ausstellungen im Museum für Kommunikation Bern

## Wechselausstellungen
Im Museum für Kommunikation Bern findet jährlich eine Wechselausstellung zu aktuellen und gesellschaftlichen Themen, die in direktem Zusammenhang mit dem Alltag stehen, statt. Die Schauen haben im Schnitt eine Laufzeit von neun Monaten von Herbst bis zum darauffolgenden Sommer. Sie werden von den Kuratoren des Museums konzipiert. Nach Ablauf werden sie im Ausstellungsarchiv der Website des Museums gelistet.
- 2023 bis 2024: "NICHTS"
- 2022 bis 2023: «Planetopia – Raum für Weltwandel»[2]
- 2020 bis 2022: «SUPER – Die zweite Schöpfung»
- 2019: «Schweinehunde und Spielverderber. Die Ausstellung über Hemmungen»
- 2018: «Sounds of Silence»
- 2015: «Dialog mit der Zeit. Wie lebe ich, wenn ich alt bin?»
- 2014: «Oh Yeah! Popmusik in der Schweiz»
- 2013: «Rituale. Ein Reiseführer zum Leben»
- 2012: «Bin ich schön?»
- 2011: «Warnung: Kommunizieren gefährdet.»
- 2010: «Wo bisch? HANDY MACHT MOBIL»
- 2009: «Gerücht»
- 2008: «Goodbye & Hello: Im Dialog mit dem Jenseits»
- 2007: «Bilder, die lügen»
- 2006: «Haarsträubend: Tier – Mensch – Kommunikation»
- 2006: «reisegelb – 100 Jahre Postauto in der Schweiz»
- 2005: «Stromgitarren. Legenden. Lärm. Leidenschaft»
- 2004: «Weiss auf Rot – United Colours of Switzerland»
- 2003: «Prime Time – 50 Jahre Fernsehen in der Schweiz»
- 2002: «Telemagie – 150 Jahre Telekommunikation in der Schweiz»
- 2001: «Happy. Das Versprechen der Werbung»
- 2000: «immer und überall. Eine Mitmach-Ausstellung für Kinder»
- 2000: «[if...] Wunschwelten der Kommunikation»
- 1999: «Space. Kommunikation im Weltraum»
- 1999: «150 Jahre Post»
- 1998: «Die Liebesdiener: Mittler auf den Baustellen Amors»
- 1998: «Gesucht»
- 1997: «Echo der Schweiz: 75-Jahre Radio in der Schweiz»
- 1996: «Sensationen. Weltschau auf Wanderschaft»
- 1994: «Ganz Ohr – Telefonische Kommunikation»
- 1993: «Schweizer Fernsehen. 40 Jahre TV in der Schweiz»
- 1992: «Computer-Oldtimer-Show»

## Kammerausstellungen
Die Kammerausstellungen sind nicht vom Museum selbst entworfene Ausstellungen im Museum für Kommunikation. So wurde die wiederkehrende Ausstellung «Gezeichnet» vom «Verein Gezeichnet» zusammengestellt und aufgebaut. In seltenen Fällen werden Experten des Museums in die Konzeption der Kammerausstellungen miteinbezogen, so etwa Mitarbeitende der Philatelie des Museums bei der Ausstellung «EXTREM». Der Raum, in dem die Kammerausstellungen gezeigt werden, ist kleiner (Kammer) als derjenige der museumseigenen Wechselausstellungen. Die Kammerausstellungen dauern im Schnitt drei Monate.
- 2023: «Gezeichnet 2023: Die besten Schweizer Pressezeichnungen des Jahres»
- 2022: «Gezeichnet 2022: Die besten Schweizer Pressezeichnungen des Jahres»
- 2021: «Gezeichnet 2021: Die besten Schweizer Pressezeichnungen des Jahres»
- 2021: «Death and Birth in my Life – Ein Langzeitprojekt von Mats Staub»
- 2020: «Gezeichnet 2020: Die besten Schweizer Pressezeichnungen des Jahres»
- 2019: «Gezeichnet 2019: Die besten Schweizer Pressezeichnungen des Jahres»
- 2018: «Gezeichnet 2018: Die besten Schweizer Pressezeichnungen des Jahres»
- 2018: «EXTREM – 175 Jahre Schweizer Briefmarken»
- 2017: «Gezeichnet 2017: Die besten Schweizer Pressezeichnungen des Jahres»
- 2017: «eingewandert.ch – eine Fotoausstellung zum Thema Immigration, Integration, Identität»
- 2016: «Gezeichnet 2016: Die besten Schweizer Pressezeichnungen des Jahres»
- 2016: «Danse macabre. Der Totentanz in der zeitgenössischen Kunst»
- 2015: «Gezeichnet 2015: Die besten Schweizer Pressezeichnungen des Jahres»
- 2014: «Im Feuer der Propaganda. Die Schweiz und der Erste Weltkrieg»
- 2013: «21 – Erinnerungen ans Erwachsenwerden»
- 2012: «Thorberg. Hinter Gittern.»
- 2010: «Meine Grosseltern – Geschichten zur Erinnerung»

## Weitere Ausstellungen
- 2005: «Mixetapes – Kassettengeschichten»
- 2005: «Bestseller der Nation – 125 Jahre Telefonbuch in der Schweiz»
- 2005: «Philatelistische Sonderschau: Queen Elizabeth II.»
- 2004: «TV im Aushang – Fernsehwerbung auf Plakaten»
- 2004: «Ein Land sucht sein Bild – 2 nationale Briefmarken-Wettbewerbe»
- 2003: «Werbung für die Götter – Heilsbringer aus 4000 Jahren»
- 2002: «Abbruch. Umbruch. Aufbruch. «Kunstsammlung des Museums für Kommunikation»»
- 2002: «Gruss aus der Ferne – Fremde Welten auf frühen Ansichtskarten»
- 2001: «Control-Alt-Collect. Computer im Ruhestand»
- 2001: «Ferngespräche – Die 17’000 Briefe des Universalgelehrten Albrecht von Haller»
- 2000: «Eine Reise durch die Schweiz. Stimmungsvoller Tourismus im 19. Jahrhundert illustriert von Eugène Guérard»
- 2000: «Verrückte Briefe aus der Collection de l’Art Brut, Lausanne»
- 1999: «Die blaue Aktie. Gesamtkommunikation zum Börsengang der Swisscom AG – ein Jahr danach»
- 1999: «Pixel Prints Pigmente. Alte und Neue Medien in der Kunst»
- 1999: «Die interaktive Porträtsammlung des Museums für Kommunikation»
- 1999: «Unannehmlichkeiten einer Postkutschenreise»
- 1998: «Rot-Weiss-Blau. Geschichte der Post und Philatelie in der Tschechischen Republik und der Slowakischen Republik»
- 1998: «Sammlungen: Kostproben aus zwei Mail Art Archiven»
- 1998: «Telematic Vision»
- 1997: «Halbmond – Krone – Davidstern»